# Трипурасундари
Трипурасундари (Лалита) — одна из форм шакти в индуизме.
Одно из имён Деви — Трипурасундари. Это имя говорит, что она является самой прекрасной во всех трёх мирах. Есть много интерпретаций слова «трипура». Калика-пурана рассказывает, что в соответствии с желанием творения и проявления тело Шивы стало «троичным», верхняя часть стала Брахмой, средняя часть стала Вишну, а нижняя Рудрой. Поскольку эти три части (пура) находятся в Шиве, его называют Трипурой, а его супругу Трипурасундари. В Камакала-виласе мудрец Абхиюкта упоминает, что деви создала все три формы, она находится во всём и в форме трёх миров, и существует после разрушения этих миров, а после их разрушения восстанавливает их снова. В Брахманда пуране, упомянуто, что Деви Трипурасундари управляет вселенной, она — высшая царица, а Брахма, Вишну и Шива — исполняющие её действия в её царстве.
Лалита Сахасранама показывает её в присутствии Лакшми и Сарасвати, сопровождающих её (в иконографии их изображают по бокам от Трипурасундари). В Саундарья-лахари упоминается, что Брахма, Вишну и Шива начали их космическое творение, когда Высшая Шакти на доли секунды соединила свои брови. Молитва Деви состоит из трёх слогов, и её пятнадцатибуквенная молитва составлена из трёх пиков (ударений). Она присутствует в трех нади (сушумна, пингала и ида), она правитель трёх шакти — иччха, джняна и крия (намерение, знание и действие). Она проникает во все три мира — небеса, землю и ад. Она - управляющая всех трёх тел: стхула, сукшма и карана (грубая, тонкая и причинная). Она присутствует в трёх состояниях — джаграт, свапна и сушупти (бодрствование, сон со сновидениями и глубокий сон). Она проникает во все три гуны — саттва, раджас и тамас.